# نیژبور
نیژبور (به چکی: Nižbor) یک منطقهٔ مسکونی در جمهوری چک است که در ناحیه بروون واقع شده‌است. نیژبور ۲۸٫۵۸ کیلومتر مربع مساحت و ۱٬۸۵۵ نفر جمعیت دارد و ۲۳۵ متر بالاتر از سطح دریا واقع شده‌است.